# Hunter XL
El ‘Hunter-XL’ es uno de los integrantes de la familia de blindados Colombianos multi-funcionales, es un vehículo blindado táctico 4×4 multipropósito resistente a impactos de minas de tipo MRAP exclusivo de Colombia, desarrollado y fabricado por la Empresa Colombiana Armor International para el transporte de tropas, ambulancia, antimotines, transporte de carga, y operaciones especiales en lugares de difícil acceso.
Actualmente se ha construido una unidad, adquirida en 2019 (por 494.000 USD o 1'620.416.700 COP) y puesta en servicio en 2020 en Caquetá en la 6 división con la XII brigada liviana de caballería. 

## Descripción

### Diseño
El 4x4 Hunter XL ha sido desarrollado a partir de un chasis Workstar 7300 de Navistar Defense para uso militar, motorizado por un motor de tipo International. Aunque no es público el modelo del motor se conoce su cilindraje de 8.7L por lo que probablemente se trate del modelo Navistar N9 de 330hp y 950lb-ft (131kgf-m). 
Cuenta con una transmisión automática de 6 velocidades. El 4x4 es un monocasco independiente montado sobre un chasis Navistar Workstar, con piso en forma de V y un compartimiento protegido para el motor. Este vehículo se basa en las matrices del TR-12, ampliado para aumentar su rendimiento operativo.
Ofrece protección balística contra disparos de armas pequeñas de munición de calibre 5,56 × 45 mm , 7,62 × 39 mm y 7,62 × 51 mm (únicamente balas FMJ como tipo 5.56 M193 pero no antiblindaje como M885 ni M885a1 y para 7.62x51mm M80 FMJ), así como explosiones de minas antipersonal, munición sin detonar y artefactos explosivos improvisados. 

### Configuración
Tiene cámaras térmicas y de marcha atrás, 12 ventanas, 5 puertas, 11 trampillas y un sistema de grúa con cabrestante. Sus ruedas son del tipo '"run-flat"'. Preliminarmente enmarcado dentro de la categoría 1, puede transportar, dependiendo de la configuración táctica, 18 + 1 o 17 + 1 personal militar con sus respectivos equipos.
Cuenta con un panel de control digital diseñado por Armor (típico de la línea Hunter), para la configuración de accesorios, incluyendo doble aire acondicionado, doble extractor de humos, alternador, salidas de 110 y 120 V.

### Armamento
El techo del vehículo puede equiparse con una torreta armada con una ametralladora Browning M2 HQC QCB, un FN Herstal M-249, un M60E4 o un lanzagranadas MK-19 de 40 mm. Otra opción también incluye la posibilidad de utilizar cañones de hasta 20 mm de calibre.

## Desarrollos Relacionados
- Hunter TR-12
- Blindex EJC Titán B
- Titán Acorazado C

## Vehículos similares
- Buffalo
- International MaxxPro
- Casspir
- Wer'wolf MKII
- Kamaz Typhoon
- Ural Typhoon